# Réseau international des Congolais de l'extérieur
Pour les articles homonymes, voir Rice.
 (avril 2015).
 (juin 2017).
Si vous disposez d'ouvrages ou d'articles de référence ou si vous connaissez des sites web de qualité traitant du thème abordé ici, merci de compléter l'article en donnant les références utiles à sa vérifiabilité et en les liant à la section « Notes et références ».
Le Réseau international des Congolais de l'extérieur (RICE) trouve son origine dans l'idée émise par les cadres de la diaspora congolaise en France le 18 juin 2010 à Paris, visant à valoriser les compétences de la diaspora et à les mettre à la disposition de leur pays, la République du Congo. 
Ce réseau, qui a pour but de coordonner la diaspora congolaise, est une organisation non étatique et non gouvernementale, et est l’expression de la volonté des congolais de relever le défi du développement dans leur pays. La coordination de la diaspora travaille en étroite collaboration avec les structures de l’État congolais, les associations et autres groupements publics ou privés travaillant au profit du Congo et selon les objectifs définis dans les statuts.